# Orvin
Orvin é uma comuna da Suíça, localizada no Cantão de Berna, com 1.192 habitantes, de acordo com o censo de 2010. Estende-se por uma área de 21,6 km², de densidade populacional de 56 hab/km². Confina com as seguintes comunas: Corgémont, Sonceboz-Sombeval, La Heutte, Péry, Vauffelin, Biel/Bienne, Evilard, Lamboing e Nods.
A língua oficial nesta comuna é o francês, uma vez que Corgémont está localizada na parte do cantão denominada Jura Bernense (Jura Bernois), que é a sua porção francófona.

## Idiomas
De acordo com o censo de 2000, a maioria da população fala francês (82,5%), sendo o alemão a segunda língua mais comum, com 14,2%, e, em terceiro lugar, o albanês, com 1,2%.